# Retalia japonica
Retalia japonica är en stekelart som beskrevs av Kusigemati 1985. Retalia japonica ingår i släktet Retalia och familjen brokparasitsteklar. Inga underarter finns listade i Catalogue of Life.